# Межвін-Дужи
Межвін-Дужи (пол. Mierzwin Duży) — село в Польщі, у гміні Вишки Більського повіту Підляського воєводства.
Населення — 62 особи (2011).
У 1975-1998 роках село належало до Білостоцького воєводства.

## Демографія
Демографічна структура станом на 31 березня 2011 року:
|          | Загалом | Допрацездатний вік | Працездатний вік | Постпрацездатний вік |
| -------- | ------- | ------------------ | ---------------- | -------------------- |
| Чоловіки | 31      | 5                  | 19               | 7                    |
| Жінки    | 31      | 9                  | 14               | 8                    |
| Разом    | 62      | 14                 | 33               | 15                   |